# Oriole à tête d'or
Icterus auricapillus
Espèce
Répartition géographique
Statut de conservation UICN

 LC  : Préoccupation mineure
L’Oriole à tête d'or (Icterus auricapillus) est une espèce d'oiseau de la famille des ictéridés qu’on retrouve au nord de l’Amérique du Sud et au Panama.

## Distribution
L’Oriole à tête d’or se retrouve au Venezuela, en Colombie et dans l’est du Panama.

## Habitat
Cet oriole fréquente les forêts humides, les lisières, les forêts clairsemées et les forêts-galeries.

## Nidification
Le nid est un panier peu profond suspendu à une feuille de palmier ou dans la fourche d’un arbre.  Il est fabriqué à l’aide de fibres de feuilles de palmier.  Le Vacher luisant parasite parfois son nid.